# Ренье IV (граф Эно)
Ренье (Регинар) IV (фр. Régnier IV, нем. Reginar IV; после 947 — 1013) — титулярный граф Эно с 958 года, граф Эно (Геннегау) в 973—974 годах, граф Монса с 998 года, старший сын графа Эно Ренье III, и Адели.

## Биография

### Ранние годы
В 956 году Ренье III, отец Ренье IV, восстал против императора Оттона I, но был захвачен плен и выдан императору, который в 958 году выслал его на границу Чехии, где он и умер, а его владения были конфискованы.
Графство Эно было разделено на две части: графство Монс, которое Оттон в июне отдал пфальцграфу Лотарингии Готфриду, и маркграфство Валансьен, пожалованное графу Амори. Сыновья Ренье III, Ренье и Ламберт, бежали в Западно-Франкское королевство, где нашли приют при королевском дворе.
После смерти Оттона I Ренье IV и Ламберт I, поддерживаемые королём Франции Лотарем, решили воспользоваться беспорядками в империи и напали на Лотарингию в 973 году, разбив приверженцев императора. Назначенные императором граф Монса Рено и граф Валансьена Гарнье были убиты, и Ренье IV вернул на некоторое время себе Эно. Однако в 974 году императору Оттону II удалось заставить их бежать во Францию, вновь отобрав владения. В 976 году они повторили попытку вернуть Эно, но 19 апреля были разбиты около Монса и были вынуждены снова вернуться во Францию.

### Правление
Вскоре император решил переманить Ренье и Ламберта на свою сторону, вернув в 977/978 году им часть конфискованных владений отца. Ренье получил часть графства Эно, однако без замка Монс, который остался в составе владений Готфрида I Пленника, который, вероятно, в счёт компенсации за утерянные владения получил графство Верден. Валансьенская марка осталась под управлением графа Арнульфа. Часть графства Эно с Лувеном была передана Ламберту, став ядром Лувенского графства.
Несмотря на то, что Ренье принёс ленную присягу императору Оттону II, он проводил профранцузскую политику. Около 996 года он женился на дочери короля Франции Гуго Капета, что увеличило его престиж и ещё больше сблизило с Францией. А в 998 году Ренье захватил замок Монс, присоединив его к своим владениям.
В период между 1005 и 1012 годами умер герцог Нижней Лотарингии Оттон, не оставивший прямых наследников. Ренье и Ламберт предъявили права на Лотарингию как потомки герцога Ренье I, однако император Генрих II, не желавший дальнейшего усиления Регинаридов, назначил в 1012 году новым герцогом графа Вердена Готфрида II, сына Готфрида I Пленника.
Ренье умер в 1013 году и его владения унаследовал старший сын Ренье V.

### Брак и дети
жена: с ок. 996 года Гедвига (970—1013), дочь короля Франции Гуго Капета. Дети:
- Ренье V (ум. 1039), граф Эно (Монса) с 1013; жена: с 1015 Матильда, дочь графа Вердена
- Беатрис; 1-й муж: Эбль I, граф де Руси, 2-й муж: Манасия де Рамерюп
- Ламберт, возможно шателен Монса